# 金塔尼利亚德拉瓜伊托尔杜埃莱斯
金塔尼利亚德拉瓜伊托尔杜埃莱斯，是西班牙卡斯蒂利亚-莱昂布尔戈斯省的一个市镇。总面积36平方公里，总人口608人（2001年），人口密度17人/平方公里。